# Катастеризми
Катастеризми (грец. Καταστερισμοί, «Сузір'я» або «Розміщення серед зір»; англ. Catasterisms) — втрачена праця Ератосфена з Кирени. Це був комплексний збірник з астральної міфології, включно з міфами про походження зір і сузір'їв. Зберігся лише короткий виклад оригінальної праці, який називають «Epitome Catasterismorum», написаний невідомим автором, якого іноді називають «псевдо-Ератосфеном».

## Зміст
«Epitome Catasterismorum» фіксує завершення тривалого процесу засвоєння елліністичними астрономами месопотамського зодіаку, переданого перськими перекладачами та узгодженого з грецькою міфологією. При цьому було вкрай важливим встановити грецьку міфічну номенклатуру для позначення окремих зір, астеризмів (як-от Плеяди та Гіади) і сузір'їв. У класичній Греції часів Платона планети («мандрівні зорі») та боги, які ними керували, були окремими сутностями. В елліністичній культурі цей зв'язок між небесними тілами й міфічними істотами перетворився на повне ототожнення, так що Аполлон був вже не просто богом, відповідальним за Сонце, а насправді був Сонцем-Геліосом.
Розділи 1–42 «Epitome Catasterismorum» розглядають сорок три з сорока восьми сузір'їв (включно з Плеядами), відомих Птолемею (II ст. н. е.). У розділах 43–44 йдеться про п'ять планет і Чумацький Шлях.
1. Велика Ведмедиця
2. Мала Ведмедиця
3. Дракон
4. «Той, що стоїть навколішки» (Геркулес)
5. «Корона» (Північна Корона)
6. Змієносець
7. Скорпіон
8. Волопас
9. Діва
10. Близнята
11. Рак
12. Лев
13. Вознічий
14. Телець
15. Цефей
16. Кассіопея
17. Андромеда
18. «Кінь» (Пегас)
19. Овен
20. «Дельта-форма» (Трикутник)
21. Риби
22. Персей
23. Плеяди †
24. Ліра
25. «Птах» або «Лебідь» (Лебідь)
26. Водолій
27. Козоріг
28. Стрілець
29. Стріла
30. Орел
31. Дельфін
32. Оріон
33. «Собака» (Великий Пес)
34. Заєць
35. Корабель Арго †
36. Кит
37. «Річка» (Ерідан)
38. «Риба» (Південна Риба)
39. Жертовник
40. Центавр
41. Гідра, Чаша і Ворон
42. «Той, хто передує собаці»/«Проціон» (Малий Пес)
43. «Планети»†
44. «Галактика» (Чумацький Шлях)†

† Не входить до сучасних сузір’їв.
З 48 сузір'їв Птолемея не включені Південна Корона, Малий Кінь, Терези, Вовк і Змія. У наш час сузір'я Корабель Арго розділене на три окремі сузір'я (Кіль, Корма і Вітрила), а Плеяди визнані астеризмом у межах сузір'я Тельця.
Робота в деяких місцях цитує втрачену «Астрономію», яку приписують Гесіоду. Подібним пізнішим описом є праця «Про астрономію», яку приписують Гаю Юлію Гігіну.
У добу Відродження праця «Epitome Catasterismorum» досить рано потрапила в друк під назвою «Catasterismi», але вона завжди залишалась у тіні Гігіна, іншого античного зібрання катастеризмів. У першому ілюстрованому виданні Ерхарда Ратдольта (Венеція, 1482) «Катастеризми» були проілюстровані гравюрами на дереві. Видання «Катастеризмів» Йоганна Шаубаха (Meiningen 1791) також було проілюстроване небесними картами, взятими з іншої праці, «Аратуса» Йоганна Бюле (Лейпциг, 2 томи, 1793—1801).
Після старого тойбнерівського видання Олів'єрі «Pseudo-Eratosthenis Catasterismi» (Leipzig 1897), відбулися нові повні видання тексту. У 2013 році вийшов греко-французький науковий переклад з коментарем.